# Donatien Laurent
Pour les articles homonymes, voir Laurent.
Donatien Laurent, né le 27 septembre 1935 à Belfort et mort le 24 mars 2020 à Brest, est un musicologue, ethnologue et linguiste français.
D'origine brestoise et nantaise, il a appris la langue bretonne, la danse et la musique bretonne, étudié la culture celtique. Il dirige ainsi pendant douze ans le Centre de recherche bretonne et celtique. Il fut l'un des premiers ethnologues à analyser la culture orale et la tradition chantée en Bretagne. Tout au long de sa carrière, il alterne entre collectes sur le terrain et travaux de réflexion sur documents existants. Ses recherches les plus importantes l'ont fait remonter aux origines de la gwerz de Louis Le Ravallec, la gwerz de Skolvan (proximité avec des textes du Livre noir de Carmarthen), et surtout Aux sources du Barzaz Breiz, sa thèse d’État publiée en 1989 après avoir retrouvé les carnets de collecte de l'auteur, La Villemarqué.

## Biographie

### Enfance et formation
Donatien Laurent naît à Belfort en 1935. Il est le fils de Pierre Laurent, et de Suzanne Potiron, musicienne originaire de Nantes.
Donatien Laurent fréquente durant ses années de lycée à Paris la diaspora bretonne, et découvre la culture celtique.
Il fait partie du mouvement scout breton Bleimor à Paris, puis intègre en 1950, à la suite de son frère Loeiz, le bagad Bleimor et en devient le penn-soner.
En 1954, il décroche une bourse pour se rendre dans l’île de Skye, aux Hébrides, étudier l’histoire du clan Mac Leod dont les sonneurs héréditaires Mac Crimmon, qui ont créé au XVIe siècle le premier collège de sonneurs d’Écosse.
En 1956, il part se former College of Piping.
Avec Herri Léon, il développe l'utilisation de la grande cornemuse écossaise dans les bagadoù, ce qui crée des conflits au sein de Bodadeg ar Sonerion.

### Carrière
En 1956, il commence à réaliser une collecte de témoignages oraux sur la langue bretonne,. Cette idée lui serait venu après un accident de vélo et l'achat d'un enregistreur avec la primpe d'assurance,.
En juillet 1956, Donatien Laurent se rend à nouveau en Écosse avec son ami Herri Leon pour suivre l’enseignement du College of Piping de Glasgow qui organise des stages sur l’île de Skye.
En 1957, il assiste en auditeur libre aux cours de philologie celtique d’Édouard Bachellery à l’École pratique des hautes études. Il suit également des cours d’anglais en Sorbonne et engage, sous la direction d’André Martinet, un travail de linguistique générale.
Le 14 septembre 1964, il se rend au manoir de Keransquer, près de Quimperlé, pour travailler sur les archives de Théodore Hersart de La Villemarqué.
En 1965, il rencontre lors d'une enquête sa future épouse, Françoise Prigent. Elle lui apportera un soutien actif dans la rédaction des Sources de Barz.
En 1975, il publie une thèse de doctorat intitulé La Villemarqué, collecteur de chants populaires : étude des sources du premier Barzaz-Breiz à partir des originaux de collecte (1833-1840) basé sur les carnets de collecte de La Villemarqué, constitués entre 1833 et 1892.
Donatien Laurent est directeur de recherche au CNRS et ethnologue. Il a dirigé le Centre de recherche bretonne et celtique (CRBC) de l'Université de Bretagne occidentale entre 1987 à 1999. Il est à l’initiative de la création du département d’ethnologie à l’Université de Brest.
En 2015, Dastum en partenariat avec le CRBC et avec l'aide de Donatien Laurent et Laurent Bigot, met en ligne une partie du travail de documentation du fonds numérisé de Donatien Laurent, soit cent trente-six enquêtes, réalisées principalement en Basse-Bretagne du milieu des années 1950 à la fin des années 1970.

### Décès
Il meurt dans la nuit du 24 au 25 mars 2020 à Brest,,.

## Ouvrages
- La Gwerz de Louis Le Ravallec, Arts et traditions populaires, 1967. 1. p. 19-79
- La Gwerz de Skolvan et la légende de Merlin, revue Ethnologie française, no 1, 1971, p. 19-54
- Berc'het, la déesse celtique du Menez Hom, 1971, Bulletin de la Société archéologique du Finistère
- Aux origines du Barzaz-Breiz, BSAF, 1974
- Autour du Barzaz-Breiz : Le Faucon (Ar Falc'hon), BSAF, 1977
- Aymar de Blois et les Premières Collectes de chants populaires bretons, 1977, Cahier de l'Iroise
- Récits et contes populaires de Bretagne, réunis dans le pays de Pontivy ; P., Gallimard (coll. Récits et contes populaires), 1978.
- Aux sources du Barzaz-Breiz : la mémoire d’un peuple, Ar Men, 1989, 335 p. Version publique de la thèse soutenue, quinze ans plus tôt, en 1974.
- Chant historique français et tradition orale bretonne, dans Autour de l’œuvre de Patrice Coirault, Actes du colloque de Poitiers, novembre 1994, p. 64-83.
- La Bretagne et la Littérature orale en Europe(en collaboration avec F. Postic), Actes du colloque de Quimperlé, mai 1995, CRBC-Manoir de Kernault, 293 p.
- La Nuit celtique, entretiens avec Michel Treguer, Presses universitaires de Rennes, éd. Terre de Brume, Rennes, 1996
- Herri Léon et le Scolaich beg an treis, Donatien Laurent en collaboration avec Anne-Marie Léon (la fille d'Herri Leon), Armel Morgant, Gilles Goyat, éditions Diwaskell ar big 2004

### Chapitres
- « Le juste milieu. Réflexion sur un rituel de circumambulation millénaire : la troménie de Locronan » dans Tradition et histoire dans la culture populaire: rencontres autour de l'oeuvre de Jean-Michel Guilcher, Centre alpin et rhodanien d'ethnologie, Grenoble, 1990, p. 255-292.
- « La cime sacrée de Locronan » dans Hauts lieux du Sacré en Bretagne, Kreiz 6, 1996, p. 357-366.

### Directeur de thèse
- Didier Becam (dir.), « Enquête officielle sur les poésies populaires de la France 1852-1876 : collectes bretonnes de langue française », theses.fr, Brest,‎ 1er janvier 2000 (lire en ligne, consulté le 14 juin 2025)
- Serge Bertin, « Le bal : approche anthropologique : l'exemple du Mans (1850-1950) », theses.fr, Brest,‎ 1er janvier 1999 (lire en ligne, consulté le 14 juin 2025)
- Merrie-Cozette Griffin, « Le premier mai dans les traditions celtiques insulaires », theses.fr, Brest,‎ 1er janvier 1999 (lire en ligne, consulté le 14 juin 2025)
- Alain Tanguy, « Anatole Le Braz (1859-1926) et la tradition populaire en Bretagne : analyse de quatre carnets d'enquêtes inédits (1890-1895) », theses.fr, Brest,‎ 1er janvier 1998 (lire en ligne, consulté le 14 juin 2025)
- André Cornec, « Microtoponymie du canton de Briec », theses.fr, Brest,‎ 1er janvier 1996 (lire en ligne, consulté le 14 juin 2025)
- Yves Guilcher, « Culture traditionnelle et danse ancienne en France », theses.fr, Brest,‎ 1er janvier 1994 (lire en ligne, consulté le 14 juin 2025)
- François Cabioc'h, « A la recherche de la légende de la mort : le cas de la presqu'île de Crozon au XXème siècle », theses.fr, Brest,‎ 1er janvier 1988 (lire en ligne, consulté le 14 juin 2025)
- Dominique Camus, « Sorciers et jeteurs de sorts en Haute-Bretagne », theses.fr, Paris, EHESS,‎ 1er janvier 1986 (lire en ligne, consulté le 14 juin 2025)

## Distinctions et hommages
En 2010, Donatien Laurent est distingué par l'Institut culturel de Bretagne pour son œuvre en faveur de la Bretagne en recevant le collier de l'ordre de l'Hermine.
En 2014, un jardin Donatien-Laurent est inauguré à Locronan,.